# Zomerbar
Een zomerbar of guinguette is een tijdelijk café waar gedronken en vaak ook een maaltijd of kleine snack besteld kan worden. Zomerbars zijn enkel open tijdens de zomermaanden, al is het geen uitzondering dat enkele bars al open zijn vanaf het verlengde paasweekend. Een voorbeeld hiervan is Bar Noord dat jaarlijks wordt uitgebaat in de Cargo-Loods in het Antwerpse Park Spoor Noord. De meeste zomerbars zijn buiten; vandaar dat bij slecht weer niet alle zomerbars openen.
Steden en gemeenten zoeken ieder jaar uitbaters om een zomerbar uit te baten in gebouwen die niet langer gebruikt worden - zo wordt leegstand en verkommering voorkomen. De licentie is in de meeste gevallen per jaar verkrijgbaar waarna ze eventueel verlengd kan worden voor een nieuw jaar.
Door de tijdelijke beschikbaarheid van de zomerbars wordt er vaak gewerkt met palletten; deze lenen zich ertoe om heel snel een bar op te zetten en nadien ook terug af te breken.

## Populariteit
Het concept is voornamelijk populair in België, waar er tijdens de zomer meer dan 200 zomerbars worden opgezet.
| Stad      | Aantal |
| --------- | ------ |
| Antwerpen | 25     |
| Gent      | 17     |
| Brussel   | 8      |
| Mechelen  | 7      |
| Brugge    | 5      |
| Kortrijk  | 5      |

De oprichting van een zomerbar kan door de lokale horeca als negatief worden ervaren: cafébazen vrezen ervoor dat ze hierdoor een deel van hun klanten mislopen en zien het als oneerlijke concurrentie.